# Caenis horaria
Caenis horaria es una especie de insectos efemerópteros de la familia Caenidae.

## Distribución
Se distribuye por la región paleártica.